# Richardis von Schwerin

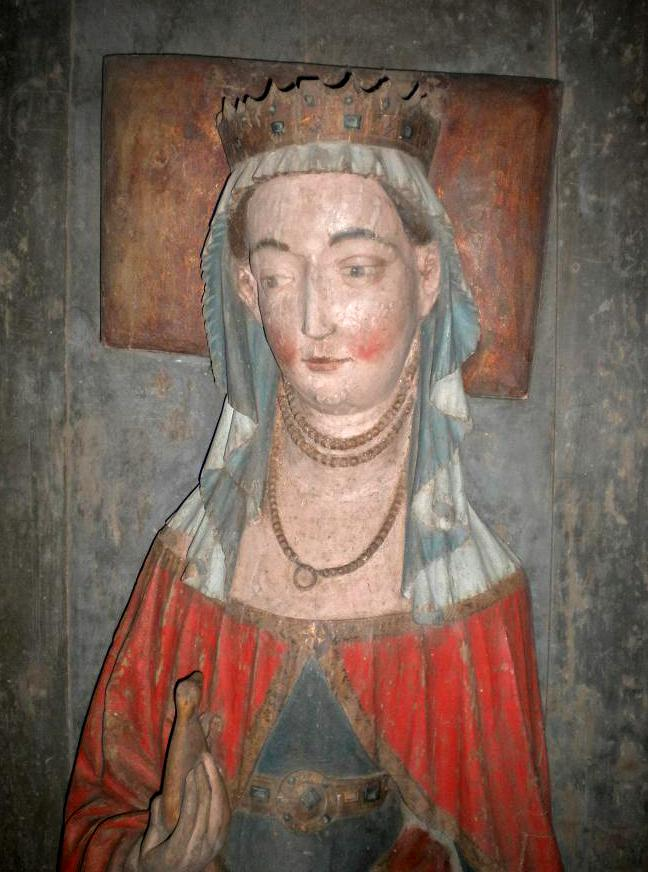
Kenotaph von Richardis im Doberaner Münster.

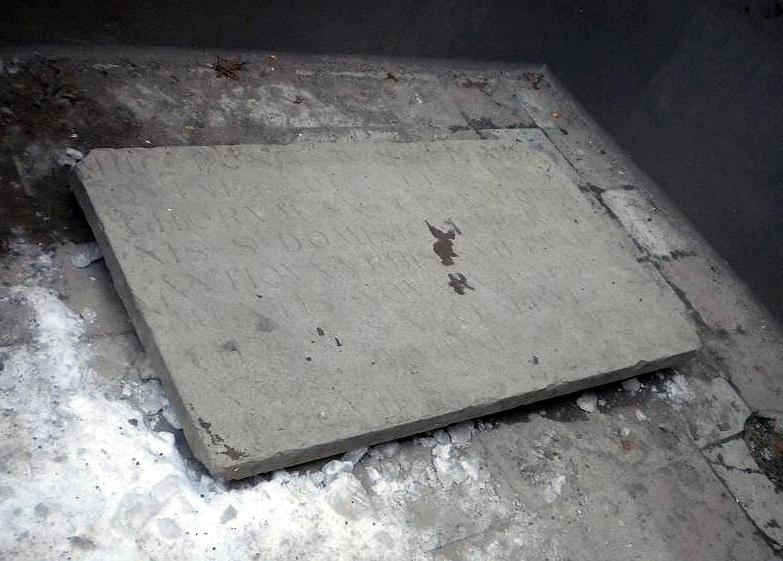
Grabplatte von Richardis im Dominikanerkloster in Stockholm.

Richardis von Schwerin (* vor 1352; † 1377) war als Frau König Albrechts III. Königin von Schweden.
Ihre Eltern waren Otto Graf von Schwerin und seine Frau Mechthild von Werle-Goldberg († 1361), Tochter von Johann III. von Werle-Goldberg.
Ihre erste Erwähnung 1352 steht im Zusammenhang mit der Verpfändung der Stadt Boitzeburg für die Mitgift bei der Heirat. Nach Johannes Messenius heiratete sie Albrecht, den späteren König Albrecht III., 1365. Dann ist 1377 noch ein Schutzbrief von ihr ausgestellt worden. Sonst tritt sie urkundlich nicht in Erscheinung.